# Casey Andringa
Casey Andringa (Milwaukee, 6 ottobre 1995) è uno sciatore freestyle statunitense, specialista nelle gobbe.

## Biografia
Nel 2018 ha preso parte ai XXIII Giochi olimpici invernali a Pyeongchang classificandosi quinto nella gara di gobbe.

## Palmarès

### Mondiali juniores
- 1 medaglia:
  - 1 bronzo (gobbe in parallelo a Chiesa in Valmalenco 2015).

### Coppa del Mondo
- Miglior piazzamento in classifica generale: 20ª nel 2018.